# Paspalum convexum
Paspalum convexum är en gräsart som beskrevs av Johannes Flüggé. Paspalum convexum ingår i släktet tvillinghirser, och familjen gräs. Inga underarter finns listade i Catalogue of Life.